# Fousseny Kamissoko
Fousseny Kamissoko (Abidjan, 5 de abril de 1983) é um futebolista profissional guineense que atua como defensor.

## Carreira
Fousseny Kamissoko representou o elenco da Seleção Guinéu-Equatoriana de Futebol no Campeonato Africano das Nações de 2012.